# Leopold Diwald

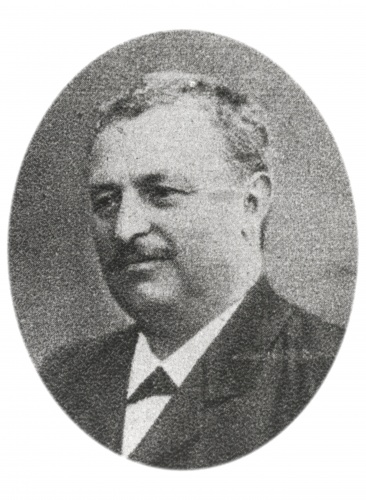
Leopold Diwald

Leopold Diwald (* 16. Oktober 1862 in Hohenwarth; † 28. August 1927 ebenda) war ein österreichischer Grundbesitzer und christlichsozialer Politiker.

## Leben
Leopold Diwald besuchte die Volksschule und Unterrealschule.

## Politik
Er war Mitglied des Gemeinderates und von 1895 bis 1909 Bürgermeister von Hohenwarth. Von 1909 bis 1915 war er Abgeordneter zum Landtag von Niederösterreich, von 1908 bis 1918 Reichsratsabgeordneter. 1918/19 war er Mitglied der Provisorischen Nationalversammlung. Er wurde 1919 in die Konstituierende Nationalversammlung und 1920 in den Nationalrat gewählt.